# آی‌اواس ۹
آی‌اواس ۹ (انگلیسی: IOS 9) سیستم‌عامل موبایل طراحی شده توسط شرکت اپل است. این سیستم عامل جایگزین آی‌اواس ۸ می‌باشد. این سیستم عامل در کنفرانس جهانی توسعه‌دهندگان اپل در تاریخ ۸ ژوئن ۲۰۱۵ معرفی شد و در تاریخ ۱۶ سپتامبر ۲۰۱۵ عرضه شد. سیستم عامل بعدی آن آی‌اواس ۱۰ می‌باشد که در ۱۳ سپتامبر ۲۰۱۶ عرضه شد.